# Ikwilvanmijnautoaf
Ikwilvanmijnautoaf.nl is een verkoopsite voor auto's. De website kent twee varianten; een Nederlandse (.nl) en Belgische (.be). De website is eigendom van Dealerdirect Global BV dat zetelt in Enschede.

## Geschiedenis
Op 3 maart 2006 werd door oprichters Niels Oude Luttikhuis en Vincent Stevens de website geïntroduceerd als Woocks.com, met als gimmick de dubbele 'oo' van Google.
Enkele maanden hierna werd, vanwege tegenvallende resultaten, de naam gewijzigd in 'ikwilvanmijnautoaf.nl'.
In 2011 werd de Belgische variant van de website geïntrodueerd in Vlaanderen. In 2015 kreeg het bedrijf een financiële injectie door de deelnames in het bedrijf van de externe partijen Prime Ventures en Rocket Internet, bekend van Zalando.

## Werkwijze
Het businessmodel lijkt op het model van Uber en Thuisbezorgd.nl.
De website verbindt verkopers met kopers en ontvangt daarvoor een provisie, deze is afhankelijk van de prijs en leeftijd van het voertuig. De provisie wordt na bemiddeling door de koper betaald. De kopers zijn uitsluitend autobedrijven.

## Varia

### Kritiek
- In een rapportage van RTL in februari 2015 genaamd bakkie weg voor een prikkie werd de werkwijze van onder andere ikwilvanmijnautoaf bekritiseerd door de consumentenbond vanwege de lage prijzen.[4]

### Merkrechten
In augustus 2018 veroordeelde de voorzieningenrechter concurrent WijKopenAutos het gebruik van de woorden 'Ik wil van mijn auto af' op haar website te staken, omdat daarmee inbreuk zou worden gemaakt op het woordmerk 'IK WIL VAN MIJN AUTO AF'. WijKopenAutos diende daarop een verzoek tot nietigverklaring van het merk in bij het Benelux-Bureau voor de Intellectuele Eigendom, dat op 3 juni 2019 werd toegewezen. Het BBIE was van oordeel dat het merk 'ab initio beschrijvend is en elk onderscheidend vermogen mist' en dat niet is aangetoond dat het dit door inburgering alsnog heeft verkregen. De doorhalingsbeslissing werd op 27 januari 2022 door het Benelux-Gerechtshof bevestigd.